# Refuge de la Soula
Pour les articles homonymes, voir Soula.
Le refuge de la Soula est un refuge de montagne situé à 1 690 m d’altitude dans la vallée du Louron, dépendant administrativement de la commune de Loudenvielle dans le département des Hautes-Pyrénées en région Occitanie.

## Toponymie
En occitan, soula signifie « au soleil ». Ce sont les flancs de la montagne exposés au plein soleil.

## Géographie
Il se situe sur le territoire de la commune de Loudenvielle, à la jonction de trois petites vallées (vallon des Gourgs Blancs, vallon d'Aygues Tortes, vallée de la Neste du Louron), près du cours d'eau la Neste de Clarabide. À l'est se trouve le lac de Caillauas et vers le sud le lac de Pouchergues.

## Itinéraires
Depuis la vallée du Louron, on y accède par le sentier des gorges de Clarabide, sentier débutant au Pont-du-Prat à Tramezaygues, au fond de la vallée du Louron. Le refuge est le départ pour quelques 3 000 : à l'ouest, le pic de l'Abeille (3 029 m), le pic Schrader (3 177 m) ; au sud les pics de Clarabide (3 020 m), le pic Gourdon (3 034 m) et le pic des Gourgs Blancs (3 129 m).